# Pavlica
Pavlica je naselje v Občini Ilirska Bistrica.